# Damalis fumipennis
Damalis fumipennis är en tvåvingeart som beskrevs av Walker 1855. Damalis fumipennis ingår i släktet Damalis och familjen rovflugor. Inga underarter finns listade i Catalogue of Life.